# Antistia vicina
Antistia vicina es una especie de mantis de la familia Tarachodidae.

## Distribución geográfica
Se encuentra en Namibia y la Provincia del Cabo (Sudáfrica).